# Outerspace
Outerspace är en underground hiphop-duo som växte upp i samma område i norra Philadelphia. Från början var gruppen en trio, bestående av tre puertoricanska vänner, bestående av Planetary, Jedeye och Crypt the Warchild. Den grundande medlemmen Mario Collazo gick då i tionde klass, medan de andra två, Richard Cruz och Marcus Albaladejo, gick i åttonde klass.
Jedeye har lämnat gruppen under en okänd tid. Gruppen är välkänd i Philadelphia, och börjar få en internationell publik. Gruppen är goda vänner till hiphopduon Jedi Mind Tricks.

## Diskografi
- Outerspace, 25 maj 2004
- Blood and Ashes, 2004
- Blood Brothers, 2006
- God's Fury, 2008
- My Brothers Keeper, 2011